# ピラー
ピラー（米: pillar）とは、柱を意味する英語。転じて、日本語では主に以下の意味で使われる。
- 自動車の窓柱。この部位はイギリス英語では Post であるが、日本ではアメリカ英語の Pillar が使われている。
- ハープの、演奏者から見てもっとも遠い位置にある柱。

ここでは上の自動車におけるピラーについて述べる。

## 概要
黎明期の自動車で屋根の付いているものは非常に少なく、その後、エンジンの出力に余裕が出てくると居住性向上のため、次第にきちんとしたキャビンが架装されるようになった。当初のクローズドボディーは技術的には馬車の応用であり、フレームの上に木骨構造のキャビンが載せられており、重量のある屋根を支えるその真っ直ぐな柱が文字通り車体のピラーとなっていた。
車体が全鋼製となり、設計の自由度が増したことから変化が訪れ、1920年代の流線形ブームを経て、1930年代と第二次世界大戦を挟んだ戦後に応力外皮構造が自動車の車体設計に採り入れられると、フロントウインドシールドやリアウインドウに強い傾斜が付き、屋根は丸みを帯びて小さく軽くなっていった。これ以来、ピラーはもはや単に屋根を支える柱ではなく、重要な車体の構造材となった。

## 配置と呼称

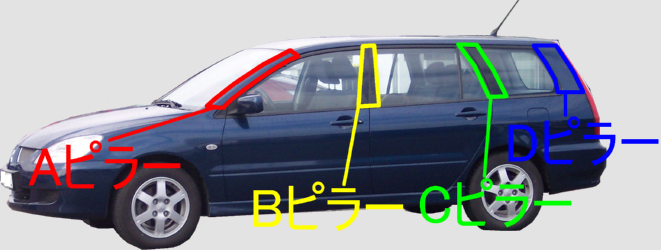
各ピラーの配置（三菱・ランサーワゴン）

ピラーの名称は、前からAピラー、Bピラー、Cピラー、Dピラー・・・とアルファベット順に並んでいく。ピラーが片側3本しかない車の場合、A・B・Cのかわりにフロントピラー、センターピラー、リアピラーと表記することもある。
大半のセダン、クーペ、コンパクトカー、軽自動車などはA、B、Cの3本のピラーを持っている。Aピラーは運転者と助手席の斜め前にある柱、Bピラーは前部座席と後部座席の間にある柱、Cピラーは後部座席斜め後ろにある柱である。前部座席より前にピラーが2本ある車も存在するが、この場合は前部座席と後部座席の間にある柱がCピラーとなる。ハイトールワゴン、ワンボックスカーやミニバン、ステーションワゴン、6ライト型のセダンでは、さらに車両最後部で屋根を支えるDピラーのある車も存在する。クーペでは、キャビンが短くAピラーとCピラーのみの車種もある。また、車体の大きい大型バスはH〜Jピラーまで有する車種も存在する。

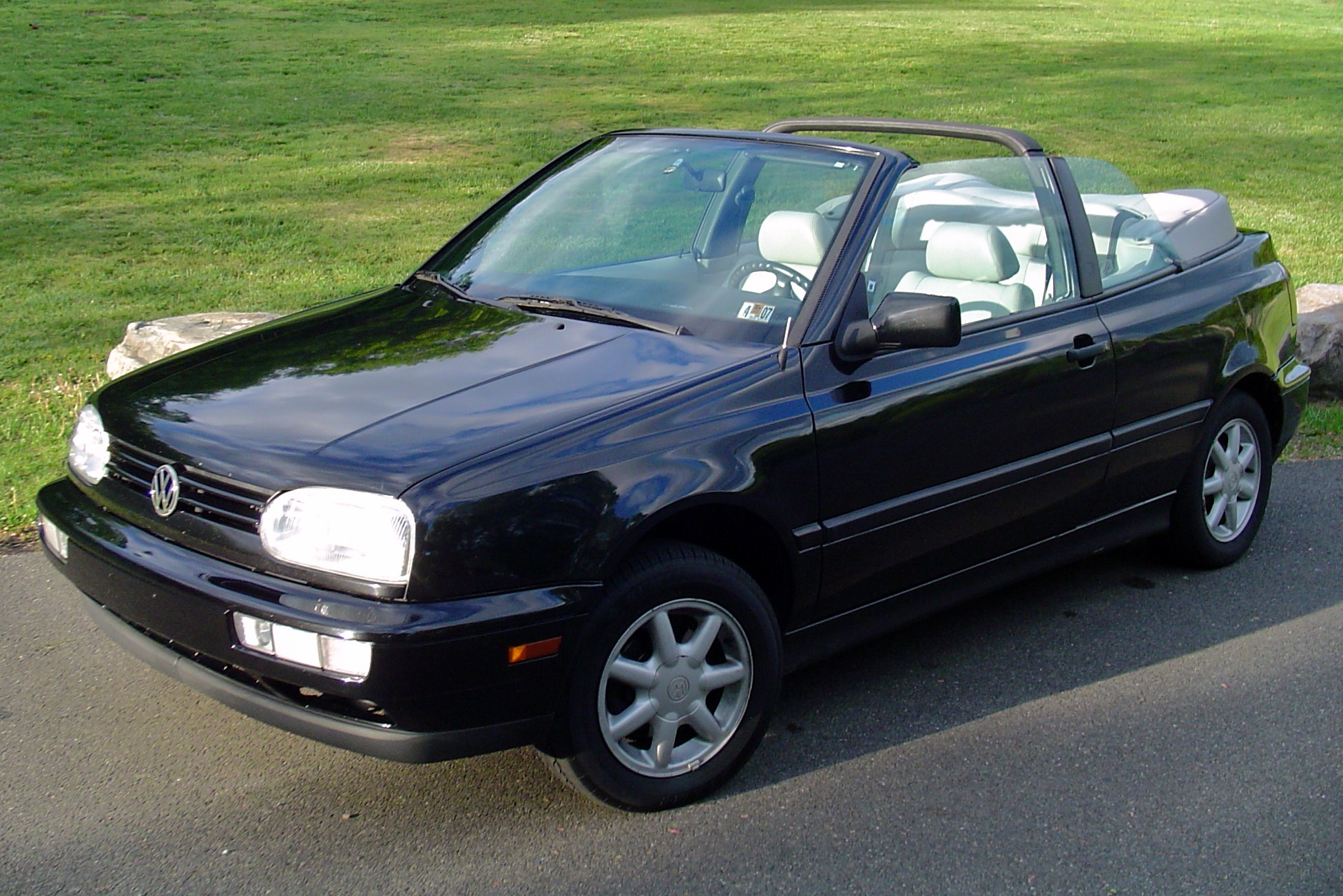
オープンボディーでBピラーを持つ例：
フォルクスワーゲン・ゴルフIIIカブリオレ

ドアや窓の配置が左右対称でピラーを左右に同数持つものが一般的であるが、一部にはそれらの配置が左右非対称でBピラーの位置がずれているものや、左右でピラーの数が異なるものもある。例えば、タクシー用の日産・クルーのBピラーは左が前方、右が後方にずれており、初代、2代目のスズキ・ワゴンR4ドアは左右のドア枚数の違いからピラーの形状も左右で大きく異なっている。また、トヨタ・アイシスやダイハツ・タント（2代目以降）、ホンダ・N-VANは左側にBピラーがなく、代わりにピラーに相当する補強をスライドドア内に持っている。これらの設計は、いずれも使う頻度の高い座席の乗降性や積み下ろしのしやすさを重視したことによる。日産・プレーリー（初代）は両側のBピラーを廃したが、耐久性の問題により浸透しなかった。
また、オープンカーには、フロントウインドシールドを支えるフレームのみでピラーのないものと、補強のために環状のBピラーを持つものとがある。オープンボディーのスポーツカーでは、このBピラーがロールケージの役割を持つものもある。

## 役割

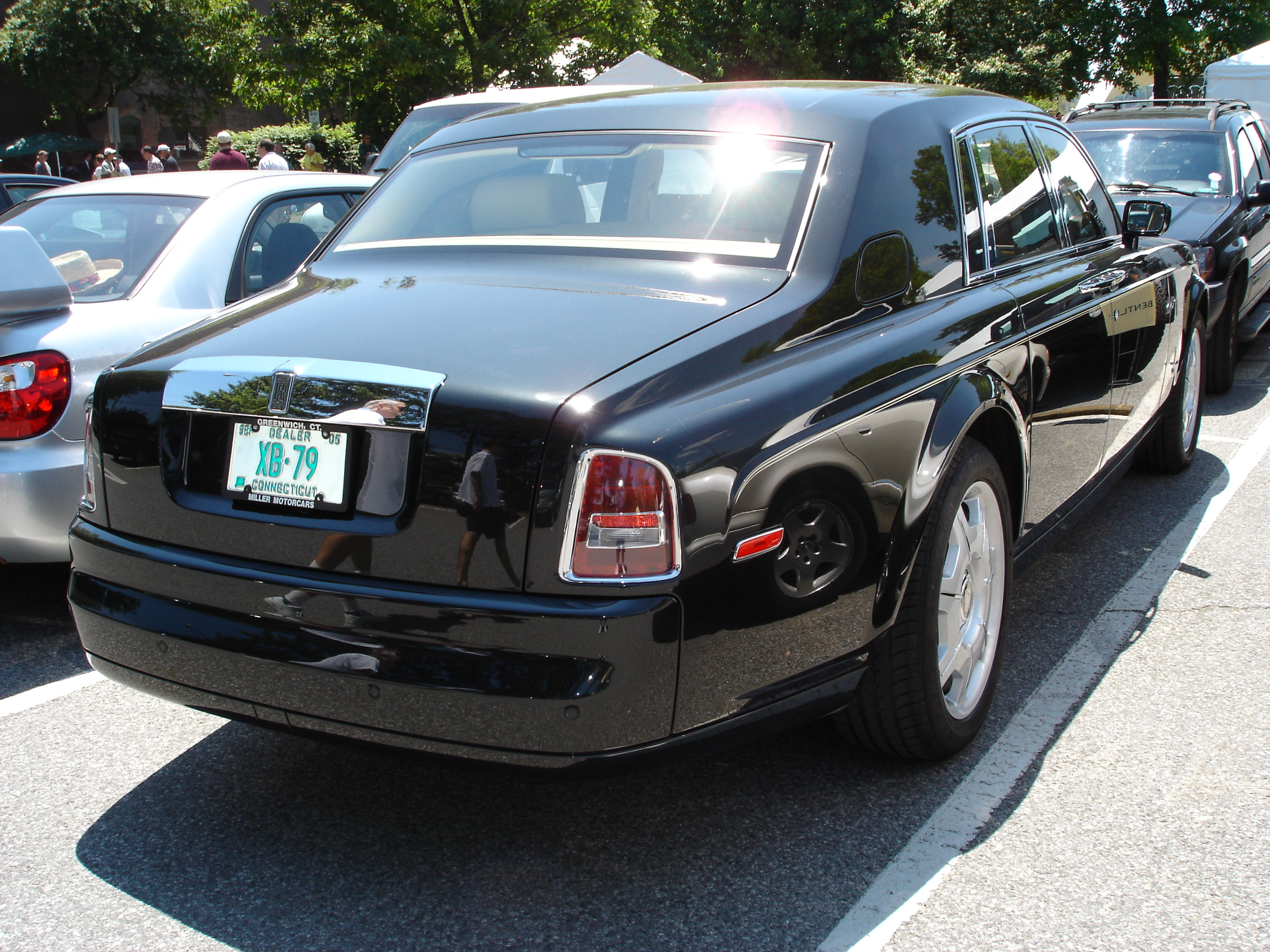
極めて太いDピラーを持つ高級車の例：
ロールス・ロイス・ファントム

自動車黎明期当初のピラーの役割は、前述したように自動車の屋根を支えることであり、重い屋根（ルーフ）を支えるためだけの文字通りの頑丈な柱（ピラー）であった。だが1990年代以降はモノコック構造を採用する車両が増え、また衝突安全性やスタイリング、車体剛性に関しての重要度が増し果たすべき役割も多くなってきている。
たとえばAピラーは、前方からの衝突時に衝撃に耐え居住空間を確保し、車内からは乗員が頭部などをぶつけても致命的なダメージと与えないようにするために非常に重要な役割を持つ。しかしながら強度を重視してAピラーを太くしすぎると死角が広がるため、いかにバランスよく設計するかが課題となる。Aピラーを細くし視界を確保するためにBピラー以降に負荷を分担させたり、Aピラー自体を複数本で構成し内側にかつての三角窓のようなガラス窓を設けることで視界性能と両立させるといった例がある。
またBピラーは側面衝突時の安全性に大きくかかわってくる。強度を高めるため、Bピラーに高張力鋼（デミオなど）や、より強靭な1GPa（ギガパスカル）からそれ以上の引張強度を持つ超高張力鋼を採用する例（ギャランフォルティスなど）もある。
高級車では、後部座席の乗員のプライバシー保護の観点から、Cピラー（車種によってはDピラー）を太くデザインすることも多い。
屋根が長く、車体後端に大きな開口部を持つステーションワゴンやミニバンでのC・Dピラーは、構造材として非常に重要であるが、それ以外に、リアクオーターウインドウやリアウインドウ（バックドアガラス）と共に、スタイリングの要点となる場合もある。
高速巡航の頻度の高い欧州車のほか、レース用車両や高性能GTなどでは、車体のねじり剛性をさらに上げる手段として、ピラー内部に発泡硬化性樹脂を充填する事や、要所に筋交いや補強部材を仕込む事も行われている（例:三菱・ランサーエボリューション）。

## ハードトップとピラー

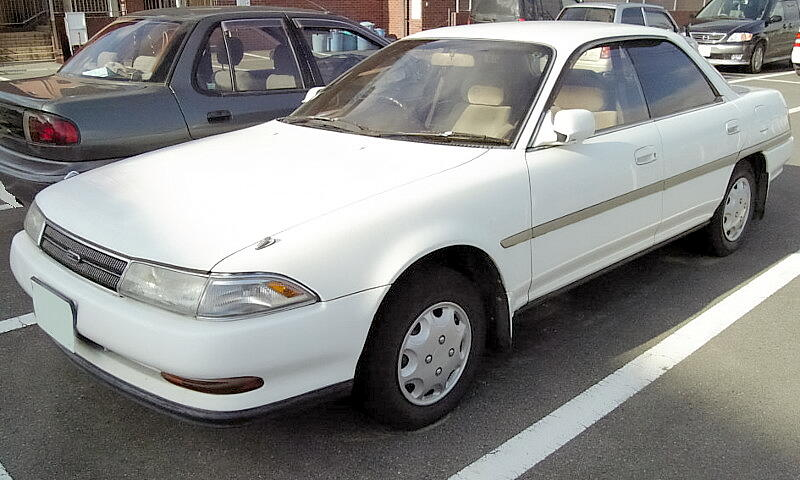
4ドアでBピラーを持たない例：
トヨタ・カリーナED（2代目）

Bピラーがなく、ドアサッシを持たない乗用車は「ハードトップ」と呼ばれる。
かつてはアメリカ車や日本車でも、販売上スタイルが重要となる2ドアのスポーツカーやスポーティーカー、スペシャルティカーに始まり、4ドアの高級車やファミリーカーにも「差別化」や「付加価値」のため好んで採用されていた。これらの詳細についてはハードトップの項目を参照。
モノコック構造の車体で、床と屋根の両方にほぼ垂直に交わるBピラーを取り払うと、車体を一周する構造材の「輪」が分断され、そのままでは車体剛性と強度や、近年重要視されている側面衝突（Tボーンクラッシュ）に対する安全性も著しく低下する。これを補うためには他の部分の補強が必要となり、重量とコストの上昇は避けられない。また、車体を補強できたとしても、ドアガラスまわりの気密性が低く、空気の吸出しや風切り音に対しては不利である。
そのため現在ではBピラーは残したままデザインの工夫によってハードトップ風にする「ピラード・ハードトップ」が主流になっており、Bピラーそのものが存在しない本来の「ハードトップ」は極めて少なくなっている。
「ピラード・ハードトップ」もしくは「サッシュレス・ドア」採用車は現在でも採用例が見られ、この場合、ドアガラスと車体側ウエザーストリップの当たりを適正化しシール性を高めるため、パワーウィンドウを利用してドア開閉時にはガラスを少しだけ下げ、完全に閉めきった後にモーターで正規の位置まで上げ強く押し付ける構造を採用している車種もある（フェラーリ・F430、アルファロメオ ミト、BMWミニ、メルセデス・ベンツ・CLSクラスなど）。